# Ptilocolepus namnao
Ptilocolepus namnao is een schietmot uit de familie Ptilocolepidae. De soort komt voor in het Oriëntaals gebied.